# Projekat Očajnički pokušaj
Projekat Očajnički pokušaj (енгл. Project Hail Mary) je roman naučne fantastike američkog pisca Endija Vira iz 2021. godine. Radnja romana se dešava u bliskoj budućnosti i prati učitelja Rajland Grejsa koji je postao astronaut i koji se budi iz kome i ima amneziju. Pamćenje mu se postepeno vraća i seća se da je poslat u solarni sistem Tau Kita koji se nalazi 12 svetlosnih godina od planete Zemlje, kako bi pronašao sredstvo za preokretanje procesa globalnog solarnog zatamnjenja koje bi moglo da izazove izumiranje čovečanstva. Roman je objavila na srpskom jeziku izdavačka kuća Stela 2022. godine u prevodu Srđana Ladičorbića.

## Radnja
Radnja priče je predstavljena kroz Grejsove flešbekove samih događaja koji su doveli do lansiranja svemirskog broda Očajnički pokušaj i trenutnih događaja na brodu. Te dve perspektive se često prepliću unutar priče menjajući trenutne događaje i njegova prethodna sećanja kako se postepeno vraćaju.

### Pre lansiranja
Rajland Grejs je profesor nauke u srednjoj školi nakon što je napustio posao molekularnog biologa. Tada ga regrutuje Eva Strat, šefica operativne grupe UN čiji je zadatak da pronađe uzrok i preokrene proces globalnog zatamnjenja Sunca koji je pretnja celom čovečanstvu.
Slanjem svemirske sonde u Venerin solarni sistem naučnici otkrivaju vanzemaljski jednoćelijski organizam koji se nekontrolisano razmnožava oko Sunca i upija velike količine sunčeve energije, što će prema njihovim procenama dovesti do novog ledenog doba za nekih 30 godina. Grejs mikrob naziva „astrofag” što na grčkom znači gutač zvezdi. Daljom analizom Grejs otkriva da mikrob koristi ugljen-dioksid za reprodukciju i da emituje velike količine svetlosne energije koja mu je bila potrebna da bi migrirao sa Venere na Sunce. Stratova dobija sva ovlašćenja i resurse kako bi astrofag stavili pod kontrolu pre nego što dovede do ledenog doba. Daljim istraživanjima naučnici otkrivaju da se zvezda Tau Kita nekako izborila sa infektivnim astrofagom, za razliku od ostalih okolnih planeta koje su sve zaražene ovim mikrobom. Stratova predvodi razvoj međuzvezdanog broda koji će moći da se kreće između sistema kako bi tim naučnika otišao do Tau Kita i otkrio kako je planeta u njenoj orbiti ostala nepromenjena u nadi da će moći isti sistem da se primeni na Suncu pre nego što čovečanstvo izumre.
Problem sa misijom je taj što će brod kad ode na Tau Kita biti u mogućnosti da pošalje samo četiri sonde sa uzorcima nazad na Zemlju, ali brod Očajnički pokušaj neće moći da se vrati zato što neće imati dovoljno goriva za povratak, uprkos ogromnim količinama energije koje je proizveo astrofag, a koju bi oni iskoristili. To bi bilo jednosmerno putovanje i samim tim samoubilačka misija. Kako bi sačuvali ograničene količine hrane i vode koje mogu da smeste na brod posadu će poslati u četvorogodišnju indukovanu komu u periodu koliko bi otprilike trajao put do tamo. Istraživači pronalaze i jedan gen koji povećava verovatnoću preživljavanja ovako dugog perioda provedenog u komi. Za misiju Očajnički pokušaj su izabrane dve ekipe sa po tri člana, od kojih svaki od njih poseduje taj gen u sebi. Grejs saznaje nasumičnim testiranjem da i on ima taj gen u sebi. Primarnu posadu čine kineski komandant Jao Li-Đe, ruska inženjerka Olesja Iljuhina i američki naučnik Martin Duboa. Grejs dobija zadatak da obuči tim za misiju.
Devet dana pre planiranog poletanja broda eksplozija na kosmodromu Bajkonur u Kazahstanu ubija Dubou i drugu naučnicu, njegovu zamenu. Zamenu ne mogu da nađu i obuče u tako kratkom vremenskom periodu pa je Stratova prinuđena da zamoli Grejsa da postane treći član posade.
Grejs to odbija i preti da će da sabotira misiju ako pokušaju da ga primoraju da ode. Stratova zna da im je on daleko najbolja preostala opcija, pa odlučuje da ga pritvori do polaska i govori da će mu dati sedativ pre lansiranja, a da će posle biti uveden u veštačku komu kao i ostatak posade. Kao predostrožnost da članovima posade ne otkrije da je na silu pošao i da ne bi izazvao napetost nakon što se probude, ona odlučuje da programira brodski kompjuter da mu ubrizga lek koji izaziva amneziju pre nego što se probudi. Stratova se vodi mišljenjem da je Grejs u suštini dobra osoba i da će kad se seti šta je uradila ipak osećati moralnu odgovornost ka čovečanstvu da dovrši misiju.

### Na brodu
Grejs se budi na brodu sa amnezijom i ne zna gde se nalazi i zašto je uopšte tamo. Tad nalazi druga dva člana posade koji su odavno mrtvi, tako da on ostaje jedini preživeli od članova posade. Nakon nekoliko dana, kad počne da se priseća stvari, dobija pristup brodskoj kontrolnoj sobi i vazdušnoj komori, pa organizuje svemirski pogreb za članove posade. Analizama sistema saznaje da je njegov brod Očajnički pokušaj u orbiti sistema Tau Kita, ali brodski sistem u blizini otkriva još jedan brod, koji je vanzemaljskog porekla.
Vanzemaljski brod šalje Grejsu model fizičke karte kako bi ga obavestio da dolazi iz sistema 40 Eridani, kao i da je tu iz istog razloga kao i on. Vanzemaljski brod koji Grejs naziva Blip-A se povezuje sa Očajničkim pokušajem i vanzemaljac, jedini član posade na njegovom brodu se ukrcava na Grejsov brod. Vanzemaljac izgledom podseća na pauka sa pet nogu, veličine psa, sa oklopom nalik kamenu. Živi u atmosferi koja je 29 puta gušća od Zemljine, koja se sastoji uglavnom od pregrejanog amonijaka. Eridijanci nikada nisu razvili čulo vida, već koriste eholokaciju kao primarno čulo. Grejs daje vanzemaljcu ime „Roki”. Roki komunicira tonovima, a Grejs modifikuje jedan kompjuterski program kako bi uspeo da prevede vanzemaljski govor na engleski. Tad Grejs saznaje da je Roki, isto kao i on, jedini preživeli član posade i da je bio sam u sistemu poslednjih 40 godina. Takođe saznaje neke stvari o biologiji Eridijanaca, kako ih on naziva na osnovu planete sa koje dolaze i saznaje detalje o njihovom životnom veku koji je oko 700 godina, kao i procese pomoću kojih jedu i spavaju. Roki je takođe inženjer sa velikim znanjem, ali mu nedostaju veštine i znanja koja poseduje Grejs kako bi sproveo potrebna istraživanja. Roki tad modifikuje jedan deo broda Očajnički pokušaj kako bi imao odgovarajuće životne uslove da bi mogli da rade zajedno na rešavanju problema astrofaga.
Zbog prirode okruženja i evolucije, tehnologija i nauka Eridijanaca su malo manje napredni od ljudske. Iako su Eridijanci uspeli da izgrade svemirski lift, nikada ranije nisu napuštali orbitu svoje planete, jer bez čula vida ne mogu da se orjentišu u svemiru koji je prazan i ne mogu da dobiju eholokaciju. Pošto je Blip-A prvi brod koji su ikada napravili, kao i prva misija van njihove atmosfere, nisu kao Grejs upoznati sa radijacionom bolešću koja je ubila ostatak vanzemaljske posade. Snažno magnetno polje njihove planete ih je štitilo od bilo kakve vrste radijacije i zračenja. Takođe nisu upoznati ni sa teorijom relativiteta zbog čega brod Blip-A ima goriva za putovanje 30 svetlosnih godina, što je znatno više nego što će da mu zatreba prilikom povratka kući, pa Roki obećava Grejsu da će mu dati višak goriva za povratak na Zemlju posle misije.
Zajedničkim radom saznaju da jedna planeta sistema Tau Kita, koju nazivaju „Adrijan”, sadrži astrofag, ali da populaciju ovog mikroba kontroliše prirodni predator, mikrob koji Grejs naziva „taumeba”. Nakon opasnog manevra u niskoj orbiti pronalaze uzorak ovog mikroba, ali ustanovljavaju da on ne može da preživi nikakvo izlaganje azotu. I Venera i planeta Rokijevog sistema na kojoj se naselio astrofag imaju velike količine azota u atmosferi, pa su oni prinuđeni da stvore novu vrstu mikroba otpornu na azot. Nakon što su uspeli da modifikuju taumebe, Roki daje gorivo potrebno Grejsu za put i oni se razilaze znajući da se više nikad neće sresti. Ubrzo po rastanku Grejs otkriva da su taumebe pored otpornosti na azot razvile i sposobnost da prolaze i kreću se kroz materijal od kog je napravljen Blip-A i da će mikrob verovatno da uđe u rezervoare za gorivo i tako onemogući putovanje broda, kao i da će time osuditi Rokijevu civilizaciju na izumiranje. Grejs odlučuje da pošalje sonde sa nalazima misije i živim uzorcima taumeba na Zemlju, nakon čega menja kurs kako bi sustigao Rokija i spasio ga i odveo nazad na njegovu planetu da spasu civilizaciju.
Kad se opet sretnu i krenu ka planeti Eridani, Grejs se miri sa činjenicom da će umreti od gladi nakon što stignu na Rokijevu planetu, jer je eridijanska hrana toksična za ljude, a njemu ne ostaje dovoljno hrane za povratak na Zemlju. Roki predlaze da Grejs može da jede teumebe dok njegova vrsta ne nađe način da proizvedi hranu koju ljudi mogu da jedu. Nekoliko godina kasnije, Grejs živi na Rokijevoj planeti u kupoli sa uslovima sličnim onima koji vladaju na Zemlji. Zbog veće gravitacije ove planete, Grejs brže slabi i stari, ali to ne utiče na njegovu psihu. Jednog dana dobija informaciju od Rokija da Sunce više nije vidljivo zaraženo astrofagom što znači da je misija Očajnički pokušaj uspela. Ubrzo nakon toga Eridijanci popravljaju Grejsov brod i pune ga gorivom, tako da on ima opciju da se vrati na Zemlju. Grejs odluku o povratku kući odlaže za neki drugi dan. Knjiga se završava tako što Grejs predaje nauku grupi mladih Eridijanaca i ostavlja misteriju da li se na kraju vratio na Zemlju ili je ostao da živi sa Eridijancima.

## Likovi
- Rajland Grejs − Protagonista romana, razočarani molekularni biolog koji postaje profesor prirodnih nauka u srednjoj školi pre nego što ga Eva Strat angažuje da proučava astrofag.
- Eva Strat − Holanđanka, ranije administrator u Evropskoj svemirskoj agenciji, kojoj su naknadno data apsolutna ovlašćenja da zaustavi širenje astrofaga, što je dovelo do misije Očajnički pokušaj. Vir opisuje Stratovu, zajedno sa Grejsom, kao dva ljudska „junaka” knjige.[3]
- Roki − Vanzemaljski inženjer iz sistema 40 Eridani, čijoj planeti takođe preti astrofag. Zbog svoje blizine gorivu od astrofaga, koje štiti od zračenja, on preživljava svemirsko zračenje dok ostali članovi njegove posade umiru. Roki na kraju nailazi na Očajnički pokušaj i radi zajedno sa Grejsom.
- Jao Li-Đe − Predviđeni komandant posade Očajničkog pokušaja. Umire na putu za Tau Kita.
- Olesja Iljuhina − Predviđena inženjerka i EVA specijalistkinja za misiju Očajnički pokušaj, gruba, hedonistička i vesela. Umire na putu za Tau Kita.
- Doktorka Loken − Norveška naučnica koji pomaže u dizajnu Očajničkog pokušaja i njegove rotacione gravitacije, kao i zaštite od zračenja. U početku se sukobljava sa Grejsom oko akademskog rada koji je on napisao.
- Dimitrij Komorov − Ruski naučnik koji razvija pogonski sistem zasnovan na astrofagu za Očajnički pokušaj i otkriva njegove karakteristike konverzije mase.
- Stiv Heč − Istraživač sa Univerziteta Britanske Kolumbije. Razvija sonde „Buba” i strastveni je obožavalac Bitlsa. Opisan je kao veoma pričljiv i optimističan.
- Martin Duboa − Amerikanac i originalni naučni savetnik u misiji Očajnički pokušaj. Poginuo je u eksploziji devet dana pre lansiranja. Opisan je kao pošten i društven.
- Eni Šapiro − Rezervna naučna savetnica za misiju Očajnički pokušaj. Umire sa Martinom u pomenutoj eksploziji.
- Robert Redel − Ekspert za solarnu energiju sa Novog Zelanda. Uhapšen zbog pronevere i smrti sedam tehničara u nesreći na testiranju, on razvija metod za brzo razmnožavanje astrofaga.
- Fransoa Lekler − Francuski klimatolog koji pomaže u usporavanju klimatskih promena izazvanih astrofagovim apsorbovanjem sunčeve energije kroz razvoj metode oslobađanja zarobljenog metana koji se nalazi u ledenim pločama Antarktika u atmosferu korišćenjem fuzionih bombi.

## Filmska ekranizacija
Endi Vir je početkom 2020. godine prodao prava na filmsku adaptaciju romana producentskoj kući Metro-Goldwyn-Mayer za 3 miliona dolara. Film će režirati Fil Lord i Kristofer Miler, a Rajan Gozling će glumiti Grejsa.

## Spoljašnje veze
Zvanični sajt autora Архивирано на веб-сајту  (27. октобар 2021) Posećeno 27.11.2021.